# Günther Schwarz (Widerstandskämpfer)
Günther „Büb“ Schwarz (* 26. August 1928 in Köln; † 10. November 1944 ebenda) war ein deutscher Widerstandskämpfer gegen den Nationalsozialismus aus der Ehrenfelder Gruppe und deren jüngstes Mitglied.

## Leben

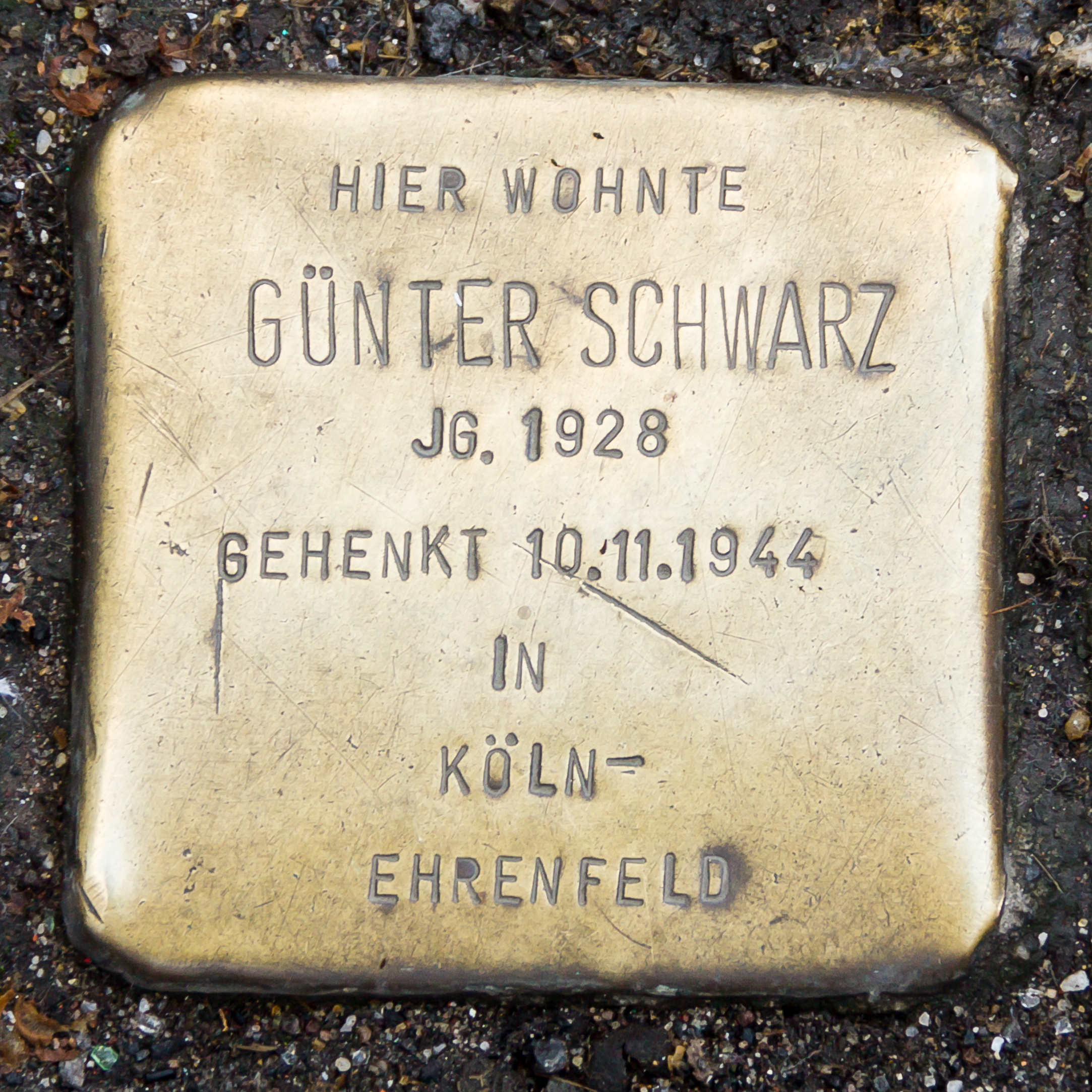
Stolperstein Schönsteinstraße 7, Köln-Ehrenfeld

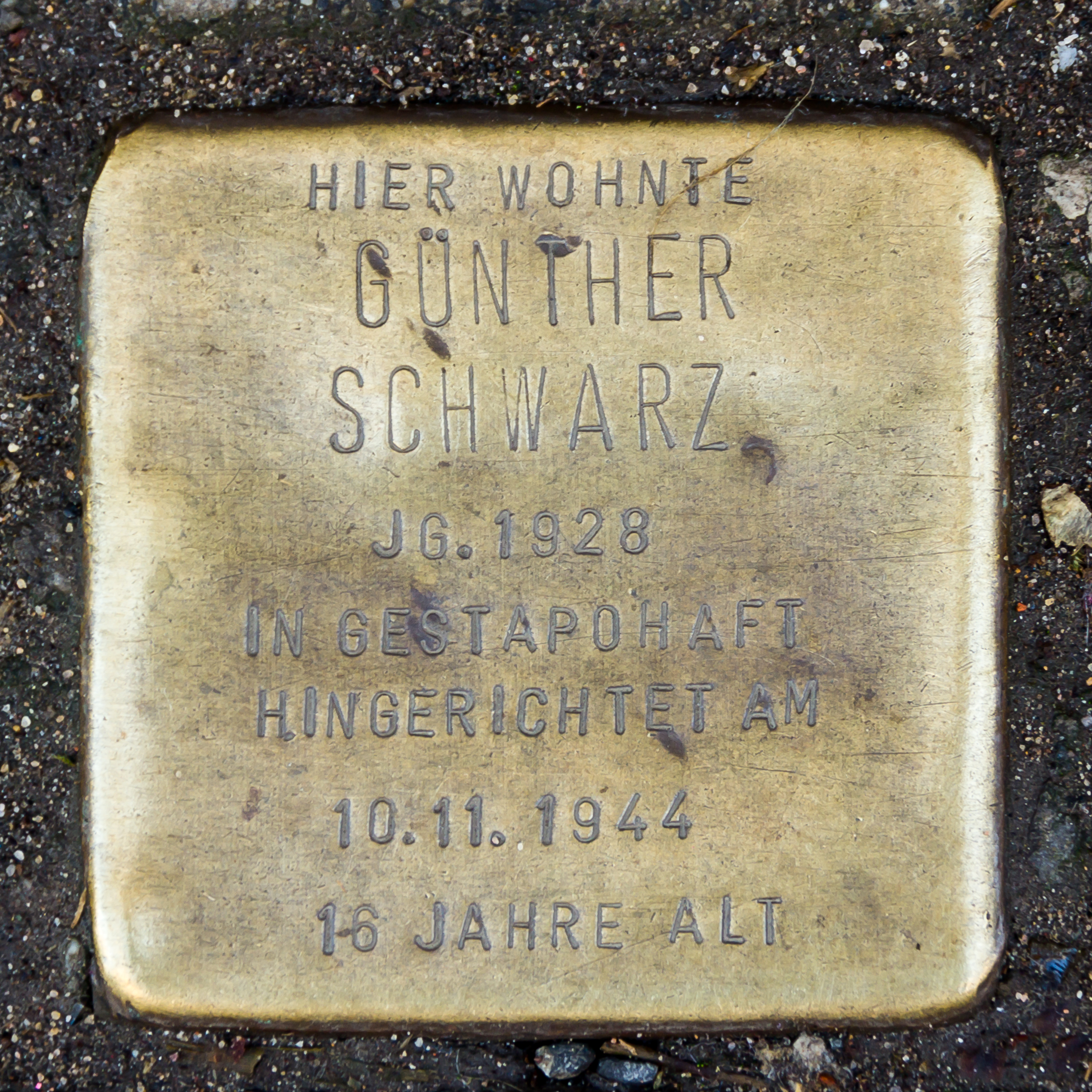
Stolperstein Platenstraße 28, Köln-Ehrenfeld

Günther Schwarz begann nach dem Besuch der Volksschule eine Lehre zum Schlosser. In dem bereits durch Luftangriffe beschädigten Köln fand er im Spätsommer 1944 zusammen mit seinem Freund Barthel Schink Zugang zu Hans Steinbrück, einem entflohenen KZ-Häftling, der bei seiner Freundin in einer Kellerwohnung Unterschlupf gefunden hatte. Schwarz gehörte damit zu den mehr als einhundert Personen (darunter auch sein Bruder Wolfgang Schwarz), die als entlaufene Zwangsarbeiter, Wehrmachtsdeserteure, Juden, politische Widerstandskämpfer und Kriminelle zur „Ehrenfelder Gruppe“ gehörten, die Verfolgten half und Juden versteckte. Auch Waffen und Sprengstoff raubten und lagerten sie ein, um diese im „Endkampf“ gegen militärisch wichtige Anlagen einsetzen zu können. Nachdem der Gestapo das Versteck der Juden bei Cilly S. bekannt geworden war, wurden sie festgenommen. Steinbrück unternahm mit Jugendlichen, zu denen auch Günther Schwarz gehörte, eine Befreiungsaktion. Dabei kam es zu einer Schießerei mit Polizei und Gestapo, bei der ein örtlicher NSDAP-Führer, Polizisten, aber auch Unbeteiligte erschossen wurden.
Am 10. Oktober 1944 gehörte Schwarz zu den 64 Verhafteten der Gruppe. 13 von ihnen wurden nach schweren Misshandlungen am 10. November 1944 ohne Gerichtsurteil in der Hüttenstraße öffentlich gehängt. Der 16-jährige Schwarz war der Jüngste der Ermordeten.